# Cassidy Baird
Cassidy Baird (Indianapolis, 14 ottobre 1995) è una pallavolista statunitense, schiacciatrice del Vampula.

## Carriera

### Club
La carriera di Cassidy Baird inizia nei tornei scolastici dell'Indiana, giocando per la Perry Meridian HS. Dopo il diploma gioca invece a livello universitario, partecipando alla NCAA Division I dal 2014 al 2017 con la Denver.
Nella stagione 2018-19 firma il suo primo contratto professionistico e si accasa in Svizzera, difendendo i colori dello Cheseaux, club di Lega Nazionale A, mentre nella stagione seguente si trasferisce in Portogallo, vestendo la maglia del Leixões, in Primeira Divisão. Per il campionato 2020-21 viene ingaggiata dal Královo Pole, nella Extraliga ceca, mentre nel campionato seguente approda nella Lentopallon Mestaruusliiga finlandese, vestedo la maglia del Vampula.